# Helius chintoo
Helius chintoo är en tvåvingeart som beskrevs av Günther Theischinger 1994. Helius chintoo ingår i släktet Helius och familjen småharkrankar. Inga underarter finns listade i Catalogue of Life.